# Havant
Havant (engelskt uttal: [ˈhævənt]) är en stad i grevskapet Hampshire i södra England. Staden är huvudort i distriktet med samma namn och ligger cirka 9,5 kilometer nordost om Portsmouth samt cirka 14,5 kilometer väster om Chichester. Tätorten (built-up area) hade 46 953 invånare vid folkräkningen år 2021. Havant nämndes i Domedagsboken (Domesday Book) år 1086, och kallades då Havehunte.